# Cryptopimpla buccinata
Cryptopimpla buccinata là một loài tò vò trong họ Ichneumonidae.